# 飴あられ
飴 あられ（あめ あられ）は、日本の漫画家。
歴史上の人物を題材にした作品や、吉原遊廓の遊女の恋愛をテーマにした作品が多い。主に『別冊フレンド』（講談社）などで活動する。
現在コミックシーモアにて波乃綾名義で「さよなら、モラシタ夫〜サレ妻双子の入れ替わり復讐〜」を連載中。

## 作品リスト
- 君いとほし〜源義経恋絵巻〜（2005年）
  - 収録作品：「星に願いを -静御前恋語り-」「暁のかなたに -義仲と巴-」「君いとほし -那須与一弓語り-」
- 陽炎 稲妻 水の月（2006年）
  - 収録作品：「陽炎の章」「稲妻の章」「水の月の章」「長崎慕情」
- ひらひら〜吉原花魁恋草紙〜 （2007年）
  - 収録作品：「宿世の糸」「夢鏡」「翡翠の鳥」「花灯籠」
- 江戸カルタ（2009年）
  - 収録作品：「木守り」「甘露梅」「迷子石」「赤い信女」
- TAJOMARU（2009年、映画コミカライズ）
- 君がために〜楠木正成絵巻〜（2010年）
- （波乃綾名義）さよなら、モラシタ夫〜サレ妻双子の入れ替わり復讐〜」（2024年）